# Пількевич Семен Данилович
Семе́н Дани́лович Пільке́вич (18 вересня 1897, c. Гришківка, нині — Радомишльського району Житомирської області — 14 березня 1975, Київ) — історик-архівіст, педагог, організатор архівної справи в Україні, начальник Архівного управління при Раді Міністрів УРСР в 1948—1969 роках, один з ініціаторів створення та член редколегії багатотомного видання «Історія міст і сіл Української РСР».

## Біографія
Семен Данилович Пількевич народився 18 вересня 1897 в селі Гришківка (нині Радомишльський район Житомирської області).
У 1920—1924 роках навчався в Житомирському педагогічному технікумі, після закінчення якого працював учителем Баришівської семирічної школи.
У 1926—1927 роках працював інспектором райвно Олевського району і вчителем історії в Олевській семирічній школі.
У 1927 року був призначений завідувачем райвно Базарського району Житомирської області.
У 1927—1931 роках навчався у Київському інституті народної освіти (нині — Київський національний університет імені Тараса Шевченка), після закінчення якого працював асистентом на кафедрі історії народів СРСР. За сумісництвом завідував навчальною частиною Київської радпартшколи. У 1932—1934 роках навчався в аспірантурі при Архівному управлінні НКВС УСРР.
У 1932—1940 роках проживав у гуртожитку на вулиці Володимирській, 22, де раніше була лікарня Києво-Софійського духовного училища.
У 1932—1937 роках працював директором Київського обласного історичного архіву.
З 1938 року — декан і старший викладач історичного факультету Київського педагогічного інституту, а за сумісництвом у 1938–1941 роках був директором середньої школи № 77 (нині Кловський ліцей).
З перших днів війни — на фронті. У 1941—1942 був лектором та агітатором у діючій армії. Брав участь в боях під Москвою та Сталінградом, де був поранений. З 1943 — у розпорядженні 8-ї повітряної армії, що діяла у складі Четвертого Українського фронту, воював в Чехословаччині.
Після війни Семен Данилович повертається до Києва, де очолює архівні установи: 1945–1946 — директор Державного архіву Київської області, 1946–1948 — начальник архівного відділу Управління МВС по Київській області. У 1949 році Президією Академії наук УРСР був затверджений членом вченої ради Комісії АН УРСР «по історії Великої Вітчизняної війни на Україні».
У жовтні 1948 його призначили начальником Архівного управління МВС УРСР, а згодом Архівного управління при Раді Міністрів УРСР, де він працював до виходу на пенсію 8 жовтня 1969 року. Серед його заслуг виділяють турботу про забезпечення архівів України приміщеннями. У 1968–1969 було завершено будівництво комплексу центральних архівів України в Києві, обласних державних архівів у Донецьку, Черкасах та Сумах, розпочато будівництво архівів у інших містах України.
Семен Данилович був одним з ініціаторів створення та членом редколегії багатотомного видання «Історія міст і сіл Української РСР». Як історик, досліджував історію селянських рухів в Лівобережній Україні у 2-й половині 18 століття, історію архівної справи в радянській Україні.
Помер у Києві 14 березня 1975 року.

## Праці
- Архивное дело в Германской демократической республике // НИБ. — 1957. — № 1. — С. 82—87.
- Архивное дело в Югославии // Там же. — 1957. — № 3. — С. 75—80.
- Міжнародна конференція Круглого столу // НІБ. — 1958. — № 2. — С. 55—60.
- Центральный государственный исторический архив УССР в Киеве: Путеводитель. — К., 1958. — 348 с. (чл. редкол.)
- IV Міжнародний конгрес істориків-архівістів // НІБ. — 1960. — № 6. — С. 3—6.
- VI Міжнародна конференція Круглого столу архівів // Там само. — 1961. — № 4. — С. 85.
- 40 років радянського архівного будівництва на Україні // З історії архівного будівництва на Україні. —  Х., 1958. — С. 3—27.
- Суспільно-політичний рух на Україні в 1856–1864 рр.: Т. 1. — К., 1963; Т. 2. — К., 1964.
- Німецько-фашистський окупаційний режим на Україні. — К., 1963.
- Тарас Шевченко: Док. і матеріали: 1864–1963 – К., 1963
- Основні завдання архівів як наукових установ // НІБ. — 1963. — № 2. — С. 3—7.
- Документы об освободительной войне украинского народа 1648–1654 гг.. — К., 1965.
- Головні етапи розвитку архівної справи на Україні: 1917–1965 // Іст. джерела та їх використання. — К., 1968. — Вип. 3. — С. 5—30.
- Архівне будівництво на Україні за роки Радянської влади // АУ. — 1968. — № 6. — С. 13—20.
- Леся Українка: Док. і матеріали: 1871–1970. — К., 1971.